# The elf
The elf is de debuutsingle van Al Stewart. Het plaatje staat los van zijn verdere muziekleven. Het verscheen op Decca Records, een platenlabel dat Stewart als snel inruilde voor Columbia. De stem van Al Stewart, bekend van later werk, is al duidelijk te horen. De A-kant werd door Stewart zelf geschreven en verscheen via Stratton-Smith Music, van latere Charismabaas Tony Stratton-Smith. De B-kant Turn into earth is geschreven door Paul Samwell-Smith en Paul Simon. Waar Samwell-Smith vandaan kwam werd aangegeven op het label: Yardbirds Music. Paul Simon was destijds buurjongen van Stewart in Londen en schreef daar onder andere Homeward bound.
Tijdens de opnamesessies werd ook opgenomen Post world war two blues, met een jonge Jimmy Page op gitaar, niet zijn eigen, maar de gitaar van Jeff Beck. Mike Leander verzorgde de opnames.
Voor zover bekend werd The elf nergens een hit.